# Bank of America Building (Providence)
Bank of America Building – wieżowiec w Providence, w stanie Rhode Island, w Stanach Zjednoczonych, o wysokości 130 m. Budynek został otwarty w 1928 i liczy 26 kondygnacji.